# 医事日報
株式会社医事日報（いじにっぽう、英: Japan Medical Press,Inc.）は、2019年8月まで存在していた出版社。

## 沿革
明治22年10月創刊の新聞「薬石新報」並びに大正5年発行の「薬石日報」を継承し、新聞・薬事・医療分野の情報誌等、並びに昭和37年発刊の日本医師名鑑より六地区に分割した「全国病院情報」「診療所情報」等を主に発行していた出版社であった。
2019年8月に売り上げが大幅に下降する。因って2019年11月「医事日報社」として(株)医事日報が所有していた商権並びに商標登録の譲渡を受けて事業継承するが、束の間「コロナ禍」が直撃し大幅な減収を余儀なくされた。また、医事に於ける社会的一役も全うしたこと故、2022年12月末日を以って廃業とする。

## 歴史
- 明治22年
  - 10月「薬石新報」旬刊として発刊。「薬業家之座右」刊行「改正日本薬局方」出版
- 明治25年
  - 3月22日 第三種郵便物認可。
  - 明治30年〜39年　「大阪衛生試験株式会社の図」作成　「大阪全図第5回国内勧業博覧必携」出版　「臨床薬石新報」初版〜35巻「薬事法規全集」初版〜大正三年(六版)
  - 明治40年　「夫婦の衛生」出版
- 大正5年」
  - 従来の「薬石新報」はそのまま旬刊に留め、新たに医事・薬学関係者を対象とする日刊「薬石日報」を創刊する。
  - 昭和6年　「薬石日報」創刊15周年祝賀筆記御芳名。
  - 内閣総理大臣　若槻禮次郎氏　
  - 政友会総裁　犬養毅氏
  - 鉄道大臣　　江木翼氏
  - 陸軍大臣　　南次郎氏
  - 通信大臣　　小泉又次郎氏
  - 拓務大臣　　原脩次郎氏
  - 政友会総務　秋田清氏(衆議院議長、拓務大臣、厚生大臣)
  - 外務参与官(勅任官)田中武雄氏(運輸大臣)
  - 拓務参与官　　杉浦武雄氏　　　
  - 薬学博士　慶松勝左衛門氏(薬学者、　政治家、日本薬剤師協会会長、東京帝国大学教授)
- 昭和16年
  - 新聞統制により休刊。
- 昭和20年
  - 7月、財団法人 「薬石日報社」によって復刊。(財団法人は2019年1月21日登記閉鎖)
- 昭和26年
  - 2月、サンエンドサンス貿易出版部が一時的に新聞「薬石日報」を発行。
- 昭和27年
  - 1月、大阪府病院会雑誌と薬石日報が合併し社名を薬石日報社に変更する[5]。
- 昭和30年
  - 株式会社 薬石日報社設立。編集主幹に永井潜(東京大学名誉教授)を迎え、薬石日報発行号数〔第7599号〕を継承し復刊[6]。隔日刊として9月28日第三種郵便物の認可を受ける。(薬石日報社元社長宮尾徳雄が代表取締役)
  - 編集主幹　永井潜　東京大学名誉教授(生理学)
- 昭和32年
  - 「薬石日報」を「医事日報」（第7680号）に改称し、社名を株式会社 医事日報社に変更。
  - (代表取締役　松尾進) 編集顧問　大島研三(日本大学名誉教授)
- 昭和34年
  - 日本医学会の協賛による「総会速報」を発行。以後4年ごとに開催される総会の速報を発行。
  - 昭和51年　春の園遊会　代表取締役招待。
  - 昭和52年　「腹部臓器の血管造影診断」を発刊。
- 昭和53年
  - 財団法人腎研究会の雑誌「腎臓」の発刊に参画。編集代行として業務全般を引き受ける。
- 昭和54年
  - 医学産業研究会を創設[7]。
- 昭和55年
  - 本社を東京都中央区に移転し、大阪を支局とした。
- 平成元年
  - 創業100年を機に、また医事日報・ジャパン・メディカル・プレスの商標登録に伴い、株式会社 医事日報に組織変更し、本社を中央区から文京区本郷に移転する。(代表取締役　五十嵐秀夫)
  - 北海道・東北、東京都、近畿、九州・沖縄の診療所情報を集録し、データとする。全国介護老人保健施設を集録する。
- 平成10年
  - 本社を文京区小石川に移転。(自社ビル)
  - 沖縄県具志川市（現うるま市）「サンライズぐしかわ構想における中国中西医結合薬学会との連携に関する基本調査報告書作成。
  - 世界自然医学組織上海支部より、主席研究法人として任命される。世界自然医学集団の一部業務を引き受ける。
- 平成15年
  - 中国黒龍江省大慶市より早稲田大学濱田泰三名誉教授並びに代表取締役が経済顧問に招聘される。
- 平成16年
  - 電源地域振興指導事業「ランドファーム事業の実施可能性調査」代表取締役検討委員会委員。
- 平成17年
  - 公益財団法人 おきなわ健康長寿研究開発センター代表取締役評議員。
- 平成21年
  - 本社を文京区白山に移転。
  - 平成31年1月21日　「財団法人薬石日報」　閉鎖
- 令和元年10月 「医事日報社」として東京都豊島区に移転[8]
- 令和3年7月16日発刊の近畿病院情報に掉尾を飾り、同年12月末日廃業とする。

## 主な出版物
- 昭和33年
  - 「心電図の取り方から読み方まで」
- 昭和35年
  - 「MAC総合カタログ」（医科器械図録）毎年1回3月に発行。(11巻　通巻124号
  - 「 医療金融公庫の手引き」国の政策医療金融機関である医療金融公庫の新発足に伴い同公庫の監修を得てを発行。
- 昭和36年
  - 「日本医師名鑑」
- 昭和37年
  - 「ME機器総覧」
  - 「近畿病院医院電話便覧」
- 昭和38年
  - 「看護機器総覧」
  - 「病院名簿」

昭和37年9月近畿病院版・医院電話帳版発行、以後日本全国を6地区に分け、各毎年または隔年で「病院名簿」を発刊。平成12年病院名簿を「病院情報」に名称変更した。
- 昭和39年
  - 「病院薬局機器総覧」
- 昭和43年
  - 「薬物療法」　月刊誌。監修:大島研三[9]、林田健男[10]
- 昭和47年
  - 「治験の実際」監修:大島研三、林田健男
- 昭和52年
  - 「腹部臓器の血管造影診断」
- 平成3〜15年
  - 「2025年地球横転す」
  - 「関東病院名簿＋診療所名簿」
  - 「強運の秘密」
  - 「統合医療」
  - 「高度医療」
  - 「最先端医療機」

### 薬石日報・薬石新報時代
主な出版物
- 「薬事法規全集」 著者 安東忠次郎
- 家庭必読「夫婦の衛生」亡国病の害毒
- 臨床薬石新報
- 「薬品相場統計」
- 「工業薬品要綱」
- 「薬業年鑑」
- 「輸入漢薬」
- 「血液型」
- 「麻薬取締役規則の解釈」
- 「ホルモン製剤学」
- 「薬事法規集」